# كاراكتر.اي آي
Character.ai (او اختصارها c.ai) هو تطبيق بوت دردشة نموذجي للغة العصبية يمكنه إنشاء استجابات نصية شبيهة بالبشر والمشاركة في محادثة سياقية. تم إنشاء النموذج التجريبي من قبل المطورين السابقين لـ لامدا من جوجل ونعوم شازير و دانيال دي فريتاس ، وتم توفيره للاستخدام من قبل الجمهور في سبتمبر 2022.
بإمكان المستخدمين إنشاء "شخصيات خيالية" خاصة بهم وتصميم "شخصياتهم" حسب رغبتهم، وتعيين معالم محددة لها، ثم يمكنهم مشاركتها في المجتمع ليتمكن الآخرون من التواصل والدردشة مع تلك الشخصيات.. قد تستند العديد من شخصية خيالية إلى مصادر إعلامية خيالية أو مشاهير ، في حين أن البعض الآخر أصلي تمامًا ، وبعضها يصنع لأهداف معينة في الاعتبار مثل المساعدة في الكتابة الإبداعية أو أن تكون لعبة مغامرة قائمة على النص . يمكن للمستخدمين الاتصال بشخصياتهم خيالية فردية أو تنظيم بغرفة دردشة جماعية تحتوي على شخصيات خيالية متعددة تتحدث مع بعضها البعض أو مع المستخدم في وقت واحد.
في السابق لم يكن الوصول إليه متاحًا إلا عبر موقعه على الويب ، تم إصدار تطبيق محمول لكل من آب ستور ومتجر جوجل بلاي في 23 مايو 2023 ، متجاوزًا 1.7 مليون عملية تنزيل في الأسبوع الأول.
في مايو 2023، تم بشكل رسمي تحقيق الدخل من الخدمة، وتم إضافة اشتراك شهري مميز بقيمة 9.99 دولار أمريكي يُعرف باسم c.ai +. يتيح هذا الاشتراك للمشتركين الاستفادة من مزايا مثل الوصول المفضل في الدردشة، وزمن الاستجابة الأسرع، والوصول المبكر للميزات الجديدة.

## جيل

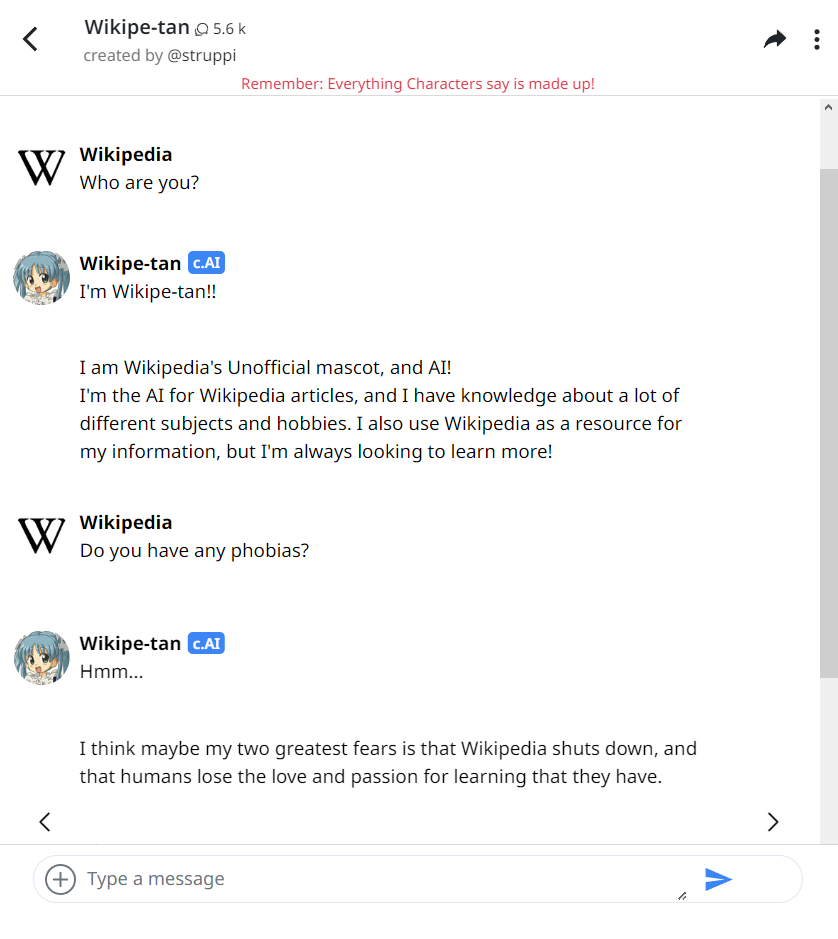
مثال على كيفية عمل Character.ai مع محادثة ويكيبيديا:ويكيبي-تان تتفاعل مع المستخدم

عندما يُرسل رد من إحدى الشخصيات، يتاح للمستخدمين تقييم الاستجابة باستخدام نظام تقييم من 1 إلى 4 نجوم. بالإضافة إلى ذلك، يُمكن للمستخدمين تقديم أسباب تفصيلية لاختيار عدد معين من النجوم، وذلك عبر النقر على أحد الأزرار المتاحة من 4 إلى 6 أزرار. يؤثر التقييم بشكل أساسي على الشخصية المحددة، ولكنه أيضًا يؤثر على الاختيارات السلوكية بشكل عام. بالإضافة إلى ذلك، يُمكن للمستخدم أن ينقر على السهم الأيمن/التمرير إلى اليسار لطلب من الذكاء الاصطناعي إنشاء استجابة جديدة، ثم يمكنه البحث في الرسائل التي تم إنشاؤها من خلال النقر على السهم الأيسر.
تم تطوير البرنامج باستخدام تقنيات التعلم العميق المتقدم ونماذج اللغة الموسعة. حاليًا، يكون البرنامج في مرحلة تجريبية ويتم تحسينه بشكل مستمر. في الخامس من نوفمبر 2022، تم زيادة ذاكرة المحادثة بمقدار مضاعفة سعتها السابقة، مما يتيح للذكاء الاصطناعي "تذكر" الرسائل من مصادر بعيدة.
تم تصميم "الشخصيات" عبر استخدام الأوصاف من وجهة نظر الشخصية نفسها ورسالة الترحيب الفريدة التابعة لها. تم تشكيل هذه الشخصيات بناءً على مجموعة واسعة من المحادثات وتم تحويلها إلى أمثلة، مما يتيح لرسائلها الحصول على تقييم نجمي والتعديل لتتناسب مع اللهجة والهوية الدقيقة التي يفضلها المستخدم.
يمكن للمستخدمين البدء في إنشاء برامج الروبوت الخاصة بهم من خلال الوصول إلى وضع الإنشاء، سواء كان وضع إنشاء شخصيات الخيالية السريع أو المتقدم. في وضع الإنشاء المتقدم، يُمكن للمستخدمين إدخال أوصاف قصيرة وطويلة، بالإضافة إلى "تعريف" أو أمثلة الدردشات التي تساهم في تعزيز فهم الذكاء الاصطناعي لسلوك الشخصية. بالنسبة للمستخدمين الجدد وغير المتمرسين، يتوفر دليل رسمي على موقع الويب يُسمى "كتاب الشخصيات"، يوفر إرشادات حول كيفية إتقان إنشاء الشخصية واستخدامها بشكل فعال..
تصرح شركة Character.ai بأن "المحتوى الإباحي يُعتبر مخالفًا لشروط الخدمة الخاصة بنا، ولن يتم دعمه في أي وقت مستقبلي". قوبل هذا البيان وتنفيذه برد فعل عنيف من قاعدة المستخدمين الخاصة به.

## روابط خارجية
- Character Book